# Idioma laz
El idioma laz (en laz: ლაზური ნენა, romanizado: lazuri nena), también conocido como lazurí, es una lengua kartveliana hablado por los lazes en la margen suroriental del mar Negro, entre Turquía y Georgia. Se estima que lo hablan entre 220.000 y 500.000 personas en las provincias turcas de Rize y Artvin y unas 30.000 personas en la república autónoma georgiana de Ayaria. La cantidad de jóvenes que lo hablan ha disminuido sustancialmente y por ello, entre otros motivos, la UNESCO y ELP lo designan como "susceptible de extinción".

## Aspectos históricos, sociales y culturales

### Distribución geográfica

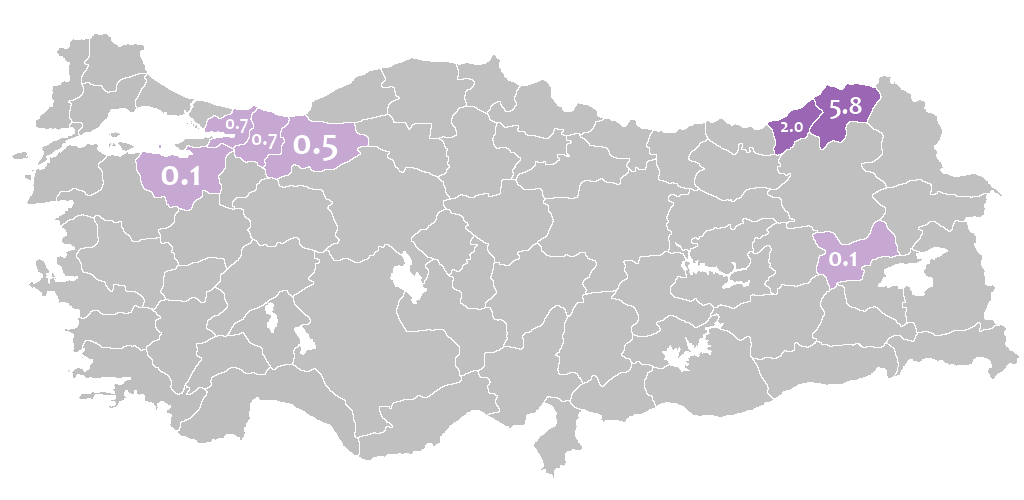
Población hablante de laz en Turquía (1965)

La mayor parte de los lazes viven en Turquía, en las provincias de Rize (distritos de Pazar y Ardeshen) y de Artvin (Hopa y Borchka), en el nordeste del país. También hay una comunidad laz en el suroeste de Georgia, en la república autónoma de Ayaria concretamente, de unos 30.000 individuos. Y debido a la emigración turca a Alemania muchos lazuríes viven hoy en el país.

### Oficialidad
El lazurí no tiene estatus oficial ni en Turquía ni en Georgia, y está sólo presente en el ámbito familiar (para lo demás usan la lengua oficial de sus países, sea turco o georgiano).
En Turquía, los hablantes del lazurí están decreciendo en número debido a la rápida asimilación en la sociedad turca y por ello que su lengua está en peligro de extinción. En los últimos años, el músico folclórico laz, Birol Topaloglu ha logrado cierto éxito con sus álbumes Heyamo (1997) (primer álbum interpretado íntegramente en lengua laz) y Aravani (2000).
Hablar laz estuvo prohibido en Turquía entre 1980 y 1991 porque se consideraba una amenaza política a la unidad del país. Durante esta época, algunos de los académicos lamentan la existencia de la etnia laz. Debido a que hablar laz estaba prohibido en las áreas públicas, muchos niños perdieron su lengua materna como resultado de no comunicarse con sus padres. La mayoría de las personas laz tienen un fuerte acento turco porque no pueden practicar su lengua materna.
En 2004, Mehmet Bekaroglu, miembro del Partido de la Felicidad envió un comunicado a la empresa estatal de radiodifusión turca (TRT), donde declaraba que su lengua materna era el laz, por lo cual demandaba que fuesen realizadas emisiones en esa lengua. El mismo año, intelectuales lazes enviaron una petición y se reunieron con miembros de la TRT para pedir la implantación de emisiones televisivas en su propia lengua. Sin embargo, todas sus peticiones fueron ignoradas por las autoridades.
En Georgia, entre 1930 y 1938, el laz y mingreliano disfrutaron de autonomía cultural en Georgia y se usó como lengua literaria, pero nunca se estableció una forma estándar oficial de la lengua. Desde entonces, todos los intentos de crear una tradición escrita en ambos idiomas han fracasado, a pesar de que la mayoría de los intelectuales lo utilizan como lengua literaria.

### Dialectos
Los dialectos principales del lazurí son: 
- Hopa-Ayaria.
- Arhavi-Findikli.
- Düzköy.
- Pazar.
- Ardeshen.

### Historia
Los documentos asirios, urartianos, griegos y romanos revelan que en los primeros tiempos históricos (segundo a primer milenio a. C.), las numerosas tribus kartvelianas estaban en proceso de emigrar al Cáucaso desde el suroeste. La costa norte y las montañas costeras de Asia Menor estaban dominadas por pueblos kartvelianos al menos hasta el oeste de Samsun. Su migración hacia el este puede haber sido puesta en marcha por la caída de Troya (fechada por Eratóstenes en 1183 a. C.). Por lo tanto, parece que los kartvelianos representan una intrusión en la llanura georgiana desde el noreste de Anatolia, desplazando a sus predecesores, los pueblos no relacionados del Cáucaso del noroeste y naj, hacia las tierras altas del Cáucaso.
El antiguo reino de Cólquida estaba situado en el mismo lugar donde hoy en día habitan los lazes y los mingrelianos, probablemente, sus habitantes hablaban una antigua versión afín al idioma laz. Aparentemente la rama laz-mingreliana se desvinculó del georgiano hacia el I milenio a. C. Cólquida es famosa por la leyenda griega de Jasón y los argonautas. En la Edad Media ya se habla de Lázica.

### Influencia de otras lenguas
El laz está relacionado con el mingreliano y, en menor medida, con el georgiano. Los lazuríes y los mingrelianos viven separados por razones políticas y religiosas desde hace 500 años. 

### Sistema de escritura
En Georgia el lazurí se escribe con el alfabeto georgiano (mjedruli) y en Turquía con el latino turco. Laz está escrito en escritura  y en una extensión del alfabeto turco. Para las letras lazes escritas en escritura latina, el primer sistema de escritura fue introducido en Turquía en 1984, desarrollado por Fahri Lazoglu y Wolfgang Feurstein y el segundo es el sistema de transcripción utilizado por los caucásianistas.
A continuación se muestra el alfabeto georgiano usado para el laz:
| ა | ბ | გ | დ | ე | პ | ზ | თ | ი |
| კ | ლ | მ | ნ | ჲ | ო | პ | ჟ | რ |
| ს | ტ | უ | ფ | ქ | ღ | ყ | შ | ჩ |
| ც | ძ | წ | ჭ | ხ | ჯ | ჴ | ჶ |   |

El alfabeto latino, basado en el turco, del idioma laz es el siguiente:
| A a | B b | G g | D d | E e | V v | Z z | T t | I i |
| Ǩ ǩ | L l | M m | N n | Y y | O o | P̌ p̌ | J j | R r |
| S s | Ť t‌̌ | U u | P p | K k | Ğ ğ | Q q | Ş ş | Ç ç |
| Ʒ ʒ | Ž ž | Ǯ ǯ | Ç̌ ç̌ | X x | C c | H h | F f |     |

## Situación social y cultural

### Clasificación lingüística
El lazurí es uno de los cuatro idiomas caucásicos meridionales (comúnmente llamadas lenguas kartvelianas). Los lazuríes y los mingrelianos viven separados por razones políticas y religiosas desde hace 500 años. Aun así, todavía sus lenguas son entendidas mutuamente. 
Muchos lingüistas defienden la idea de que el laz y el mingreliano son variantes del idioma zan.

### Fonología
Como en otros idiomas del Cáucaso meridional, el laz tiene un rico sistema de consonantes (el más rico de la familia kartveliano) pero tan sólo cinco vocales (a, e, i, o, u).

#### Vocales
|         | Anterior | Posterior |
| ------- | -------- | --------- |
| Cerrada | i [i] ი  | u [u] უ   |
| Media   | e [ɛ] ე  | o [ɔ] ო   |
| Abierta | a [ɑ] ა  | a [ɑ] ა   |

#### Consonantes
|                   |                   | Labial   | Dental    | Alveolar  | Velar    | Uvular    | Glotal  |
| ----------------- | ----------------- | -------- | --------- | --------- | -------- | --------- | ------- |
| Oclusiva          | sonora            | b [b] ბ  | d [d] დ   |           | g [ɡ] გ  |           |         |
| Oclusiva          | aspirada          | p [pʰ] ფ | t [tʰ] თ  |           | k [kʰ] ქ |           |         |
| Oclusiva          | eyectiva          | p̌ [pʼ] პ | t‌̌ [tʼ] ტ  |           | ǩ [kʼ] კ | qʼ [qʼ] ყ |         |
| Africada          | sonora            |          | ž [d͡z] ძ  | c [d͡ʒ] ჯ  |          |           |         |
| Africada          | aspirada          |          | ʒ [t͡sʰ] ც | ç [t͡ʃʰ] ჩ |          |           |         |
| Africada          | eyectiva          |          | ǯ [t͡sʼ] წ | ç̌ [t͡ʃʼ] ჭ |          |           |         |
| Fricativa         | sonora            | v [v] ვ  | z [z] ზ   | j [ʒ] ჟ   | ğ [ɣ] ღ  |           |         |
| Fricativa         | muda              | f [f] ჶ  | s [s] ს   | ş [ʃ] შ   | x [x] ხ  |           | h [h] ჰ |
| Nasal             | Nasal             | m [m] მ  | n [n] ნ   |           |          |           |         |
| Aproximante       | central           |          |           | y [j] ჲ   |          |           |         |
| Aproximante       | lateral           |          | l [l] ლ   |           |          |           |         |
| Vibrante múltiple | Vibrante múltiple |          |           | r [r] რ   |          |           |         |

### Gramática
Algunas características distintivas del laz entre su familia son que todos los sustantivos terminan en vocal y la inflexión verbal es más extensa (usando prefijos direccionales).
Los sustantivos se declinan con sufijos aglutinantes para indicar la función gramatical (de cuatro a siete casos, según el dialecto) y el número (singular o plural), pero no el género. Los verbos en laz se declinan con sufijos según la persona y el número, y también según el tiempo gramatical, el aspecto, el modo y la evidencialidad (en algunos dialectos). Se utilizan hasta 50 prefijos verbales para indicar orientación/dirección espacial. Se proporcionan sufijos de persona y número para el sujeto, así como para uno o dos objetos involucrados en la acción, Por ejemplo: gimpulam = "te lo escondo".

### Vocabulario
El idioma laz se caracteriza en términos de vocabulario por la abundancia de préstamos léxicos de las lenguas griega y turca.
A continuación se muestran unos ejemplos de laz en alfabetos latino y georgiano:
- ho (ჰო) — sí
- va (ვა) — no / var (dialecto arhavi)
- ma (მა) — yo
- si (სი) — tú
- skani (სქანი) — tu
- çkimi (ჩქიმი) — mi
- Muç̌o're?. (მუჭორე?) — Hola/¿Cómo estás?
- Ǩai serepe (კაი სერეფე.) — Buenas noches
- Ǩaite/Xoş moxt̆it (კაიტენ/ხოშ ბოხტით.) — Bienvenido / Kai ten ***
- Sağolasen (საღოლასენ.) — Gracias
- Ǩai vore (კაი ვორე.) — Estoy bien. Ǩai bore (dialecto arhavi)
- Dido xeleri vore (დიდო ხელერი ვორე.) — Estoy muy feliz
- Sonuri re? (სონური რე?) — ¿De dónde eres?
- Ťrabzoni (ტრაბზონი) — Trabzon
- Londra (ლონდრა) — Londres
- Turkona / Turketi (თურკონა / თურკეთა) — Turquía
- Almanya (ალმანჲა) — Alemania
- Xorumona (ხორუმონა) — Grecia
- Xorža / Oxorca (ხორძა) — mujer
- Ǩoçi (კოჩი) — hombre
- Bozo (ბოზო) — chica
- Biç̌i (ბიჭი) — chico
- Kitabi (ქითაბი) — libro
- Qoropa (ყოროფა) — amor
- Mu dulya ikip? (მუ დულჲა იქიფ?) — ¿Cuál es tu trabajo? / Mu dulya ikom (dialecto arhavi)
- Lazuri gişǩuni? (ლაზური გიჩქინი?) — ¿Conoces el laz? / Lazuri gickini (dialecto arhavi)
- Mu gcoxons? (მუ გჯოხონს?) — ¿cómo te llamas?
- Ma si maoroper. (მა სი მაოროფერ.) — Te quiero